# Grazia Barcellona
Pour les articles homonymes, voir Barcellona.
Grazia Barcellona, née le 22 janvier 1929 à Milan et morte le 2 octobre 2019, est une patineuse artistique italienne qui a patiné en individuel et en couple.
Elle a été notamment neuf fois championne d'Italie de 1946 à 1954 dans la catégorie des couples avec son partenaire Carlo Fassi.

## Biographie

### Carrière sportive
Pendant sa carrière sportive amateur, Grazia Barcellona patine dans deux catégories : les compétitions féminines et les compétitions des couples. Avec son partenaire Carlo Fassi, le grand champion italien de patinage artistique des années 1940 et 1950, ils sont dix fois champions d'Italie.
Elle ne participe qu'à quatre grandes compétitions internationales dont les jeux de 1948 à Saint-Moritz dans les catégories couple et individuelle.

## Palmarès
| Compétitions en individuelle                                                             | 1942 | 1943 | 1944 | 1945 | 1946 | 1947 | 1948 | 1949 | 1950 | 1951 | 1952 | 1953 | 1954 |  |
| ---------------------------------------------------------------------------------------- | ---- | ---- | ---- | ---- | ---- | ---- | ---- | ---- | ---- | ---- | ---- | ---- | ---- |  |
| Jeux olympiques d'hiver                                                                  |      |      | JA   |      |      |      | 24e  |      |      |      |      |      |      |  |
| Championnats du monde                                                                    | CA   | CA   | CA   | CA   | CA   |      |      |      |      |      |      |      |      |  |
| Championnats d’Europe                                                                    | CA   | CA   | CA   | CA   | CA   |      |      | 16e  |      |      |      |      |      |  |
| Championnats d'Italie                                                                    |      |      | CA   | CA   |      |      | 1re  | 1re  | 1re  | 1re  | 1re  |      |      |  |
|                                                                                          |      |      |      |      |      |      |      |      |      |      |      |      |      |  |
| Compétitions en couple                                                                   | 1942 | 1943 | 1944 | 1945 | 1946 | 1947 | 1948 | 1949 | 1950 | 1951 | 1952 | 1953 | 1954 |  |
| Jeux olympiques d'hiver                                                                  |      |      | JA   |      |      |      | 13e  |      |      |      |      |      |      |  |
| Championnats du monde                                                                    | CA   | CA   | CA   | CA   | CA   |      |      |      |      |      |      |      |      |  |
| Championnats d’Europe                                                                    | CA   | CA   | CA   | CA   | CA   |      |      | 9e   |      |      |      |      |      |  |
| Championnats d'Italie                                                                    | 1re  | 1re  | CA   | CA   | 1re  | 1re  | 1re  | 1re  | 1re  | 1re  | 1re  | 1re  | 1re  |  |
| Légende : F = Forfait ; JA = Jeux olympiques d'hiver annulés ; CA = Championnats annulés |      |      |      |      |      |      |      |      |      |      |      |      |      |  |